# Ordinal sucesor
En teoría de conjuntos, el sucesor de un número ordinal α es el número ordinal más pequeño por encima de α. Todo ordinal no nulo es o bien sucesor de otro (un ordinal sucesor) o bien un ordinal límite.

## Propiedades
Todo ordinal distinto de 0 es o bien un ordinal sucesor o bien un ordinal límite.

## En el modelo de Von Neumann
Usando la construcción de los números ordinales de von Neumann (el modelo estándar que se usa en teoría de conjuntos), el sucesor S(α) de un ordinal α viene dado por la siguiente fórmula:
{\displaystyle S(\alpha )=\alpha \cup \{\alpha \}.}
Como el orden de los ordinales viene dado por α < β si y solo si α ∈ β, es inmediato que no hay número ordinal entre α y S (α), y también es claro que α < S(a).

## Suma de ordinales
La operación sucesor se puede usar para definir la suma de ordinales rigurosamente mediante inducción transfinita de la siguiente forma:
{\displaystyle \alpha +0=\alpha \!}
{\displaystyle \alpha +S(\beta )=S(\alpha +\beta )}
y para un ordinal límite λ
{\displaystyle \alpha +\lambda =\bigcup _{\beta <\lambda }(\alpha +\beta )}
En particular, S(α) = α + 1. Nótese que, por lo general, {\displaystyle 1+\alpha \neq S(\alpha )} (la suma de ordinales no es conmutativa); de hecho esto solo ocurre para ordinales finitos, siendo {\displaystyle 1+\alpha =\alpha } para ordinales infinitos. 
La multiplicación y la exponenciación se definen de manera similar.

## Topología
Los puntos sucesores y el cero son los puntos aislados de la clase de los números ordinales con la topología de orden.